# Giovanni Titta Rosa
Giovanni Battista Rosa, bekannt als Giovanni Titta Rosa (* 5. März 1891 in Santa Maria del Ponte; † 7. Januar 1972 in Mailand), war ein italienischer Schriftsteller und Literaturkritiker.

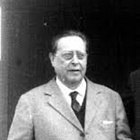
Giovanni Titta Rosa

Er war eine bedeutende Persönlichkeit in der italienischen Literaturlandschaft des 20. Jahrhunderts.

## Leben
Er wurde am 5. März 1891 in Santa Maria del Ponte geboren, das damals ein Ortsteil von Fontecchio war und heute zum Gebiet von Tione degli Abruzzi gehört. Dort wuchs er zusammen mit seinen sechs Geschwistern auf, von denen eines im Kindesalter starb, und zu denen noch drei weitere Geschwister hinzukamen, die sein Vater aus zweiter Ehe hatte.
Er veröffentlichte zahlreiche erfolgreiche Werke als Essayist, Erzähler, Journalist, Dichter, Kunst- und Literaturkritiker. Zu seinen bekanntesten literarischen Werken zählen: Sole di Lombardia, I lumi a Milano, Aria di casa Manzoni und Il nostro Manzoni. Er arbeitete für Tageszeitungen wie Il Corriere della Sera, La Stampa, Corriere Lombardo und Corriere Padano sowie für Zeitschriften wie Lacerba, La Riviera Ligure, Corrente, Solaria und Dimensioni, in denen er seine Literaturkritik im Sinne Croces ausübte. Er war Autor von Gedichten, die in „Poesie di una vita“ gesammelt sind, sowie von Prosatexten mit leicht lyrischem Charakter wie „Il varco nel muro“ und „Niobe e il pittore“. Zudem verfasste er Kommentare zu I Promessi Sposi und zu Manzonis Gedichten. Er war der erste Gewinner des „Premio Lerici“ für sein Lebenswerk und erhielt einige Jahre später auch den „Premio Bagutta“. Später war er Jurymitglied bei beiden Preisen sowie beim „Premio Viareggio“. Er leitete mehrere Jahre lang L’Illustrazione italiana und L’Osservatore Politico Letterario.
Kurz vor seinem 17. Geburtstag berichtet er fast erschöpfend über sich selbst: „Ich wurde in einem kleinen Dorf in den Abruzzen geboren, einem Dorf der alten Vestiner, im Tal des Aterno, bevor der Fluss die ‚Schleuse‘ von Raiano erreicht. Dieser Knotenpunkt verbindet die letzten Ausläufer des Sirente im Osten mit den hügeligen und bewaldeten Ausläufern des Gran Sasso, die zur Ebene von Sulmona hin abfallen.“ Bereits während seiner Gymnasialzeit nahm er aktiv am literarischen Leben der Stadt L’Aquila teil, die zu Beginn des 20. Jahrhunderts eine bedeutende Blütezeit erlebte. In dieser Zeit spielten Persönlichkeiten wie Ettore Moschino, Massimo Lelj, Nicola Moscardelli, Edoardo Scarfoglio (der im selben Viertel wie Gioacchino Volpe, dem Ortsteil Paganica, geboren wurde), seine Frau Matilde Serao, Pasquale Scarpitti und Silvio Spaventa eine wichtige Rolle. Nach dem Gymnasium in L’Aquila zog der Schriftsteller nach Florenz und wurde sofort zu einer umstrittenen Figur in der damaligen – und überhaupt aller – Literaturszenen, die er mit seinen Schriften prägte. Nach dem Krieg wurde Mailand zu seiner Wahlheimat, wo er sich als Protagonist des kulturellen und künstlerischen Lebens der lombardischen Hauptstadt etablierte. 1931 gewann er mit dem Buch „Il varco nel muro“ den Bagutta-Preis und schnappte damit seinem Freund Cesare Zavattini den Preis weg. Während dieser Zeit beschäftigte er sich weiterhin mit dem Werk Manzonis, zu dessen bedeutendsten Kritikern er wurde. Er gab mehr als dreißig Veröffentlichungen zu I Promessi Sposi heraus und widmete dem Mailänder Schriftsteller mehrere Bücher. Aufgrund der Vielzahl seiner Artikel, Romane, herausgegebenen Werke, Vorworte und Einführungen ist das literarische Schaffen von Titta Rosa insgesamt enorm umfangreich. Er übersetzte sogar Samuel Butler aus dem Englischen und arbeitete bis zu seinen letzten Tagen mit unermüdlichem und enthusiastischem Eifer.
Er verstarb am 7. Januar 1972 in seinem Haus in Mailand an den Folgen einer rheumatischen Erkrankung. Dies gaben die wichtigsten nationalen Tageszeitungen, darunter La Stampa und L’Avanti, die ihn jahrelang zu ihren Autoren zählten, bekannt. Carlo Bo widmet ihm einen bewegenden Nachruf auf der dritten Seite des Corriere. Bei der Beerdigung in der Basilika San Babila, umgeben von seinen Angehörigen sowie italienischen Intellektuellen, Schriftstellern und Politikern, ragte eine vertraute Gestalt heraus: die Frau seines Nachbarn aus dem Aterno-Tal, Massimo Lelj. Er wurde auf dem Mailänder Friedhof beigesetzt und erst später, am 27. Mai 1982, in die Familienkapelle in Santa Maria del Ponte überführt, die heute ein Ortsteil der Gemeinde Tione degli Abruzzi ist.

## Erwähnenswertes
- Er wurde von Pier Paolo Pasolini als Thema für ein Gedicht ausgewählt, das den Titel A Titta Rosa trägt und Teil der Sammlung Nuovi Epigrammi ist.

## Werke
- Pause, Vecchioni,  L’Aquila 1914
- Le immagini della morte e della vita, La Bodoniana,  L’Aquila 1916
- Plaustro istoriato, Zanichelli, Bologna 1919
- Le feste delle stagioni, Solaria, Florenz 1928
- Alta luna, Carabba, Lanciano 1935
- Pietà dell’uomo, Maia, Siena 1952
- La voce solitaria, Maestri, Mailand 1965
- Nove poesie a Maria, Maestri, Mailand 1969
- Poesia d’una vita, Mondadori, Mailand 1956
- Idilli rustici, Ribet, Turin 1928
- Il varco nel muro, Carabba, Lanciano 1931
- La figlia del pescatore, Casa Editrice Ceschina, Mailand 1936
- Donne inquiete, Edizioni Treves, Mailand 1936
- I racconti della fortuna, Corticelli, Mailand 1937
- Sole di Lombardia, Casa Editrice Ceschina, Mailand 1939
- Sole di Lombardia, Casa Editrice Ceschina, Mailand 1959
- Scalatori, Hoepli, Mailand 1939
- I giorni del mio paese, Società Editrice Internazionale, Turin 1940
- I giorni del mio paese, Società Editrice Internazionale, Turin 1944
- I giorni del mio paese, Fondazione Carispaq,  L’Aquila 2022
- Paese con figure, Tumminelli, Rom 1942
- L’avellano, Società Editrice Internazionale, Turin 1943
- L’avellano, Mursia, Mailand 1967
- Ritratto di Amelio e altri racconti, Edizioni Il Verdone, Turin 1944
- Niobe e il pittore, Cappelli, Bologna 1953
- Immagini dell’Aquila ed altre immagini d’Abruzzo, Massimiliano Boni Editore, Bologna 1985
- Invito al romanzo, Crippa, Mailand 1930
- L’ottava d’oro. La vita e le opere di Ludovico Ariosto, Mondadori, Mailand 1933
- Nerino De Marchi, Moneta, Mailand 1938
- Roberto Aloi pittore, Casa Editrice Ceschina, Mailand 1940
- Vita di Balbo, Rizzoli, Mailand 1941
- La nuova prosa italiana, Quaderni di Lugano, Lugano 1943
- Secondo Ottocento, Garzanti, Mailand 1947
- La poesia di ieri e di oggi, Tamburini, Mailand 1950
- Alberto Salietti, Hoepli, Mailand 1952
- Poesia italiana del Novecento, Maia, Siena 1953
- Aria di Casa Manzoni, Cebes, Mailand 1946
- Aria di Casa Manzoni, Casa Editrice Ceschina, 1955
- Il nostro Manzoni, Casa Editrice Ceschina, Mailand 1960
- Mezzo secolo di vita letteraria, Casa Editrice Ceschina, Mailand 1960
- Ippolito Nievo, uomo e poeta del Risorgimento, Sanzana, Mailand 1961
- Abruzzesi cinque + 1, Martello, Mailand 1961
- Ricordo di Orio Vergani, Martello, Mailand 1961
- Le più belle pagine del 1960 scelte nei quotidiani italiani, Martello, Mailand 1961
- I lumi a Mailand, Tallone, Alpignano 1962
- I lumi a Mailand, Martello, Mailand 1964
- Abruzzo, Electa, Mailand 1963
- Sodalizio con Flora, Centro Superiore di tecnica Libraria, Mailand 1964
- I nuovi marmi, Ricciardi, Mailand-Neapel 1965
- Cronachette manzoniane, Casa Editrice Ceschina, Mailand 1969
- Cinque abruzzesi e alcuni paesi d’Abruzzo, Martello, Mailand 1970
- Mailand di ieri, Sansoni, Florenz 1970
- Vita letteraria del Novecento, 3 Bände, Casa Editrice Ceschina, Mailand 1971